# مديرية العلوم والتكنولوجيا

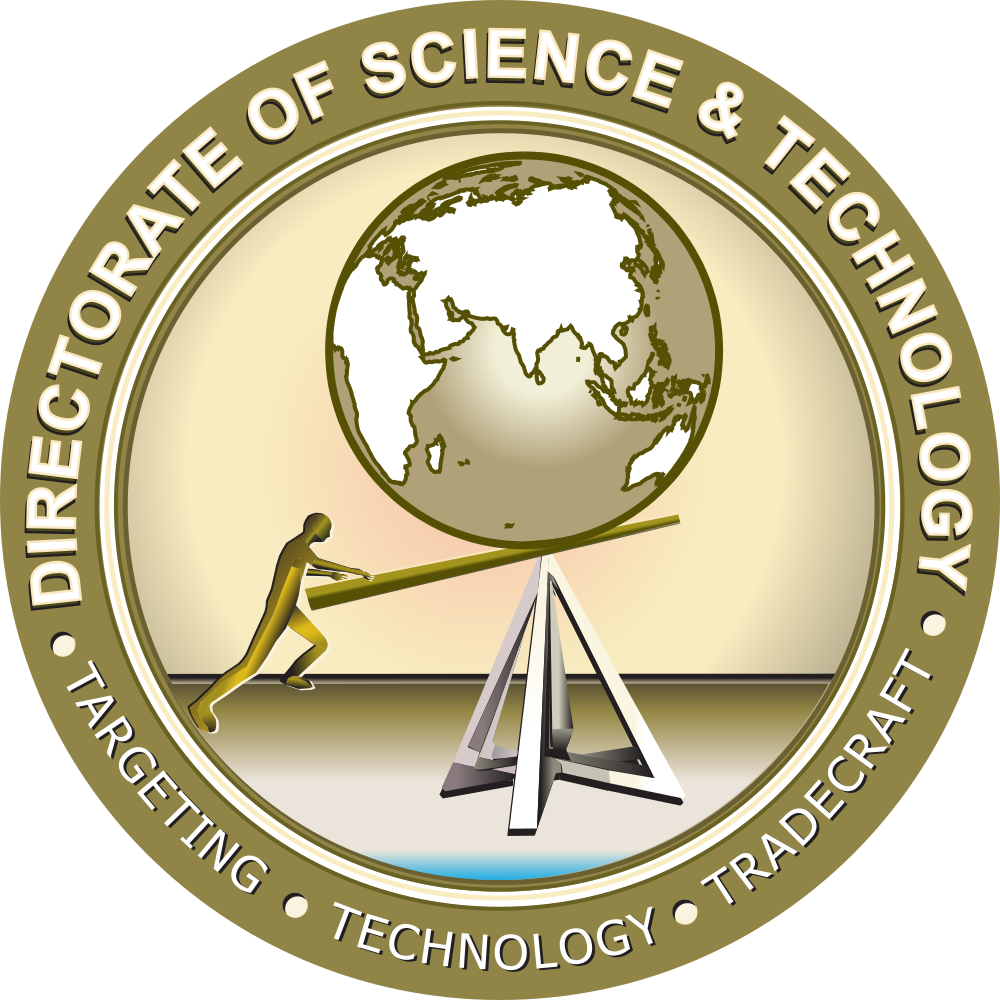
ختم مديرية العلوم والتكنولوجيا

مديرية العلوم والتكنولوجيا (Directorate of Science & Technology) اختصاراً (DS & T) هي فرع من وكالة المخابرات المركزية الأمريكية (CIA) المكلفة بجمع وتحليل المعلومات من خلال الوسائل التكنولوجية وتطوير الأنظمة التقنية من أجل تعزيز جمع المعلومات الاستخبارية لوكالة المخابرات المركزية.

## تاريخ

### تشكيل - تكوين
في 31 ديسمبر 1948، شكلت وكالة المخابرات المركزية مكتب الاستخبارات العلمية (OSI)، من خلال دمج الفرع العلمي في مكتب التقارير والتقديرات مع مجموعة الطاقة النووية التابعة لمكتب العمليات الخاصة.
في عام 1962، شكلت وكالة المخابرات المركزية نائب مديرية البحوث (DDR)، برئاسة هربرت سكوفيل. تحته كان مكتب الأنشطة الخاصة الذي تم تشكيله حديثًا، جنبًا إلى جنب مع مكتب (ELINT) ومكتب البحث والتطوير، والتي تم دمجها بسرعة في نزع السلاح والتسريح وإعادة الإدماج. ومع ذلك، ظل مكتب الاستخبارات العلمية (OSI) جزءًا من مديرية العمليات.
في عام 1963، استقال سكوفيل بسبب إحباطه من عدم رغبة الإدارات الأخرى في نقل مسؤولياتهم. طلب مدير المخابرات المركزية جون ماكون من ألبرت ويلون أن يحل محل سكوفيل في نائب مديرية العلوم والتكنولوجيا المعاد تسميته. تم نقل مكتب الاستخبارات العلمية إلى نائب مديرية العلوم والتكنولوجيا، جنبًا إلى جنب مع مكتب خدمات الكمبيوتر.
في عام 1965، تمت إعادة تسمية المديرية مرة أخرى، إلى مديرية العلوم والتكنولوجيا (DS & T)، وفي عام 1966 خلف كارل دوكيت ويلون في منصب نائب مدير العلوم والتكنولوجيا.

### تغييرات أخرى
في أبريل 1973، نقل مدير المخابرات المركزية جيمس شليسنجر قسم الخدمات الفنية في مديرية العمليات إلى مديرية العلوم والتكنولوجيا، حيث سيتم تغيير اسمه إلى مكتب الخدمات الفنية (OTS). كان تركيزها الأساسي هو الدعم الفني لموظفي حالة وكالة المخابرات المركزية في الميدان، بما في ذلك تطوير أسلحة غريبة وأجهزة التنصت وإنتاج وثائق مزورة. طورت قلمًا سامًا وصدفًا متفجرًا في محاولة لاغتيال فيدل كاسترو.
في سبتمبر 1995، حلت روث ديفيد محل جيمس هيرش كنائب مدير العلوم والتكنولوجيا، وأنشأت ثلاثة مكاتب جديدة: مكتب تكنولوجيا المعلومات السرية، ومكتب الأدوات التحليلية المتقدمة، ومكتب المشاريع المتقدمة. تم إلغاء مكتب البحث والتطوير في نفس الوقت.
في أبريل 1999، أصبح غاري سميث نائب مدير العلوم والتكنولوجيا، ثم استقال فجأة، بعد تسعة أشهر. سرعان ما عين مدير المخابرات المركزية، جورج تينيت نائبة مدير جديدة، جوان إيشام.
تم تنظيم مديرية العلوم والتكنولوجيا لاستيعاب الأفراد المصنفين بناءً على قوتهم الفنية. بناءً على خلفيتهم ومجال خبرتهم، تمتلك مديرية العلوم والتكنولوجيا (DS&T) ما يلي:
- Operations Tradecraft: قم بإنشاء حلول للمشاكل التقنية الحالية باستخدام الأدوات والتصميمات الموجودة
- البحث الفني (Technical Development): البحث لإيجاد حلول للمشاكل القائمة عن طريق التحليل النظري
- التطوير التقني (Technical Development): ضمان إدارة المشاريع الحالية وضباط المخابرات بشكل صحيح من خلال التحليل
- التحليل الفني (Technical Analysis): إجراء «تحليل لجميع المصادر» [10] لتقليل احتمالية حدوث أخطاء أمنية، خاصة بالنسبة لضباط المخابرات على الأرض

في حين أن الهيكل التنظيمي لـ مديرية العلوم والتكنولوجيا (DS&T) منظم حول أجندة الخبرة، مما يعني أن الموظفين يتم وضعهم في أحد الأقسام الأربعة بناءً على معرفتهم السابقة وتطلعاتهم المستقبلية، يمكن فهم هذه المديرية بسهولة أكبر من خلال تقسيمها إلى وظيفتين. الأول هو معالجة وتحليل المعلومات التي تم جمعها، والثاني هو التطورات والابتكارات المستقبلية في التكنولوجيا.

## المشاريع

### غاية
مديرية العلوم والتكنولوجيا هي واحدة من خمس مديريات داخل وكالة المخابرات المركزية، والأربع الأخرى هي: الإدارة والتحليل والعمليات والابتكار الرقمي. تلعب مديرية العلوم والتكنولوجيا دورًا خاصًا في وكالة المخابرات المركزية لأنها توفر نطاقًا واسعًا من البيانات والذكاء لجميع المديريات الأخرى. من هنا، يمكن للمديريات الأخرى أخذ هذه المعلومات وتحليلها وتوفيرها بشكل فعال لاحتياجاتهم.
تحولت مديرية العلوم والتكنولوجيا إلى مديرية معقدة إلى حد كبير منذ إنشائها الأصلي في عام 1948. يمكن أن يكون هذا في المقام الأول بسبب الاعتماد المتزايد على البيانات التي بدأت العديد من البلدان والمجتمعات في التوجه نحوها. يمكن أن يكون حجم الذكاء الذي يتم فحصه من أجل العثور على ما هو مطلوب مرهقًا للغاية. للمساعدة في هذا التحميل الزائد للبيانات، نمت مديرية العلوم والتكنولوجيا (DS&T) لتصبح لاعبًا رئيسيًا داخل وكالة المخابرات المركزية. لقد قام العديد من موظفي مديرية العلوم والتكنولوجيا بعمل ممتاز في توفير معلومات موثوقة ودقيقة، مما ساعد على تبديد النتائج السلبية في الأحداث المؤلمة في جميع أنحاء العالم.

### مشروع بلوبيرد وآرتيتشوك وإم كي ألترا
كان من بين اهتماماتها المبكرة استخدام العقاقير والتنويم المغناطيسي والعزلة في الاستجواب. أجريت هذه التجارب في إطار برنامج مشروع بلوبيرد، الذي عُرف لاحقًا باسم آرتيتشوك، ومشروع إم كي ألترا، مما أدى إلى انتحار فرانك أولسون، وهو عالم في الجيش الأمريكي تم إعطاؤه جرعة من عقار إل إس دي.

### استطلاع جوي

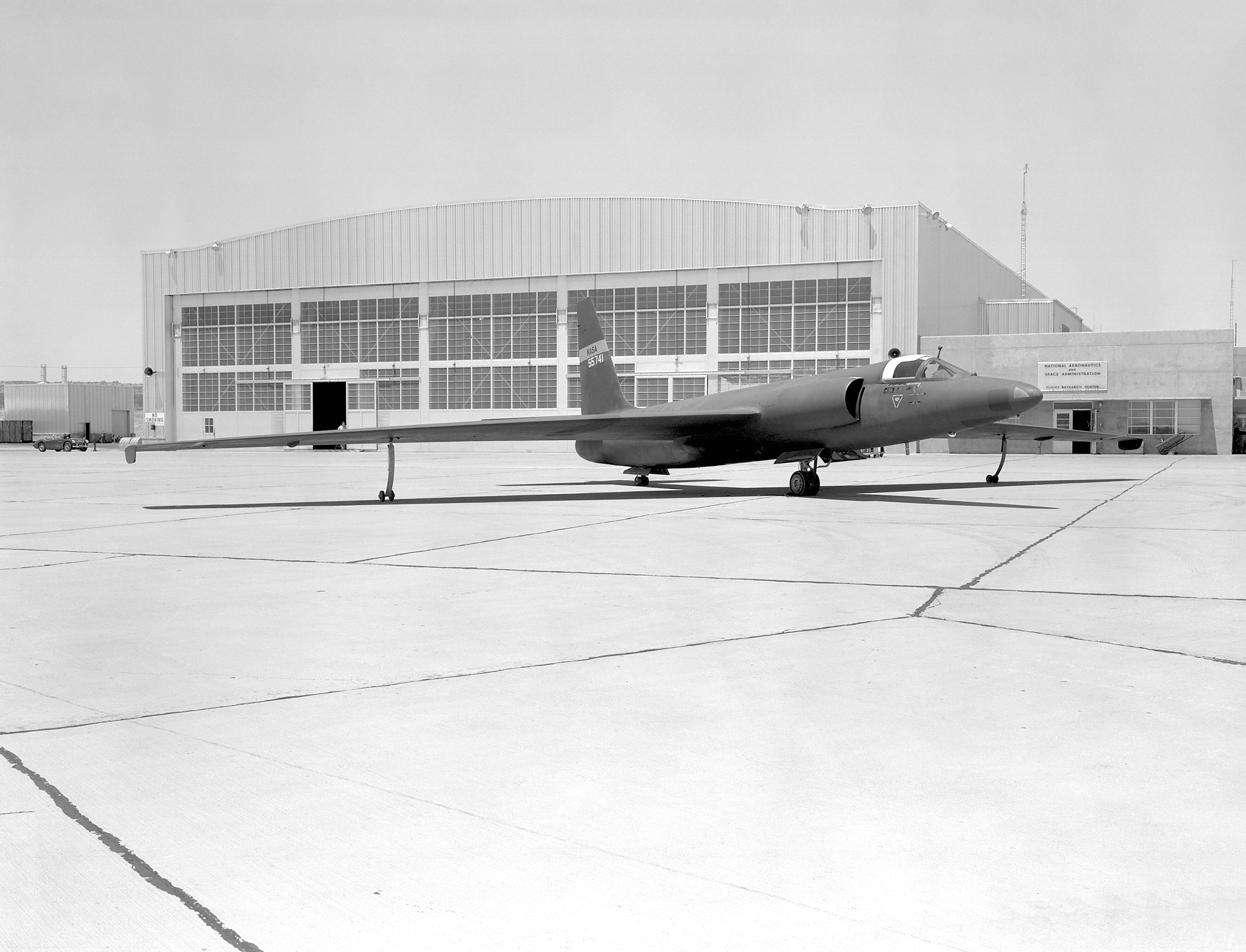
لوكهيد يو-2 بعلامات ناسا الوهمية لدعم قصة غلاف وكالة المخابرات المركزية للطيار غاري باورز، التي أسقطت فوق الاتحاد السوفيتي.

من أوائل برامج (ONI) الأخرى، التي بدأت في أوائل الخمسينيات من القرن الماضي، تطوير وتشغيل طائرة التجسس لوكهيد يو-2 في إطار برنامج (أكواتون). تم نقل هذا البرنامج إلى مكتب الأنشطة الخاصة في برنامج نزع السلاح والتسريح وإعادة الإدماج عند تشكيله، جنبًا إلى جنب مع الخطط الخاصة بخلفه، والمعروف في ذلك الوقت باسم مشروع غوستو، والذي بدأ في عام 1957 تحت إشراف ريتشارد بيسيل وإدوين لاند.
في أواخر عام 1957، بدأت منشأة سكانك ووركس التابعة لشركة لوكهيد تحت إشراف كلارنس جونسون في تطوير طائرة استطلاع خفية دون سرعة الصوت، ولكن في ربيع عام 1958 تحولت إلى تصميمات تفوق سرعة الصوت، تُعرف باسم سلسلة (Archangel). تمت دعوة مجموعة التطوير المتقدمة التابعة لشركة كونفير تحت قيادة روبرت ويدمر للتنافس مع شركة لوكهيد، واقترحوا طائرة FISH الطفيلية، المستمدة من مفهوم «سوبر هوسلر» الخاص بهم. في يونيو 1959، تم إلغاء طائرة الإطلاق (B-58B) لـ (FISH) وتم اقتراح تصميم كونفير كينغ فش. تم اختيار لوكهيد إيه-12 للتطوير، وفي خريف عام 1959 تم إغلاق مشروع غوستو وبدأ مشروع (OXCART).

### تطوير الأقمار الصناعية للتجسس

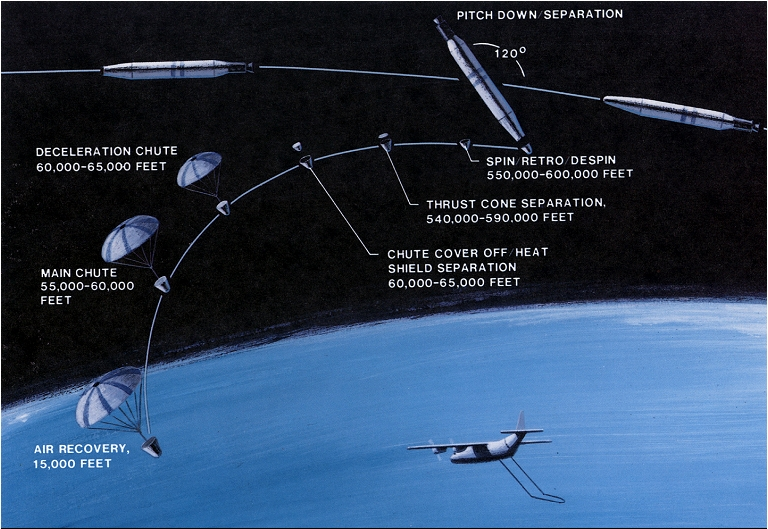
عملية استعادة فيلم كورونا

أيضًا في عام 1958 كانت بداية تطوير برنامج كورونا، والذي كان عبارة عن قمر صناعي للتجسس تم إنشاؤه من خلال جهد مشترك بين وكالة المخابرات المركزية والقوات الجوية. تم استخدام كورونا لاكتساب معلومات استخبارية عن التطوير النووي لاتحاد الجمهوريات الاشتراكية السوفياتية. كان لهذا البرنامج المتقدم بشكل لا يصدق مجموعة متنوعة من المهام الشاقة. لهذا السبب، استغرق الأمر 13 محاولة فاشلة لإدخال القمر الصناعي في المدار مع عمل الكاميرا بشكل كامل. في 18 أغسطس 1960، في محاولة الإطلاق الرابعة عشرة، نجحت أنظمة كورونا. مع تشكيل نائب مديرية البحوث في عام 1962، تم أخذ برامج الأقمار الصناعية كورونا و «آرغون» (ARGON) تحت جناحها.

### المخابرات
في عام 1958، قام OSI بأول محاولة مهمة لقياس قوة الرادار لجمع المعلومات الاستخباراتية، والمعروفة باسم برنامج (Quality ELINT). وهي تتألف من تركيب معدات قياس إلكترونية في طائرة من طراز سي - 119، ومهام طيران متخفية في شكل عمليات إمداد، عبر الممرات الجوية لألمانيا. أدى ذلك إلى برامج (MELODY) و PALLADIUM، التي حاولت قياس قوة وحساسية رادارات التتبع الأرضية السوفيتية باستخدام «الطائرات الشبح». تم دمج هذه البرامج في مديرية البحوث (DDR) عند تشكيلها، تحت مكتب (ELINT).

### بطارية ليثيوم أيود

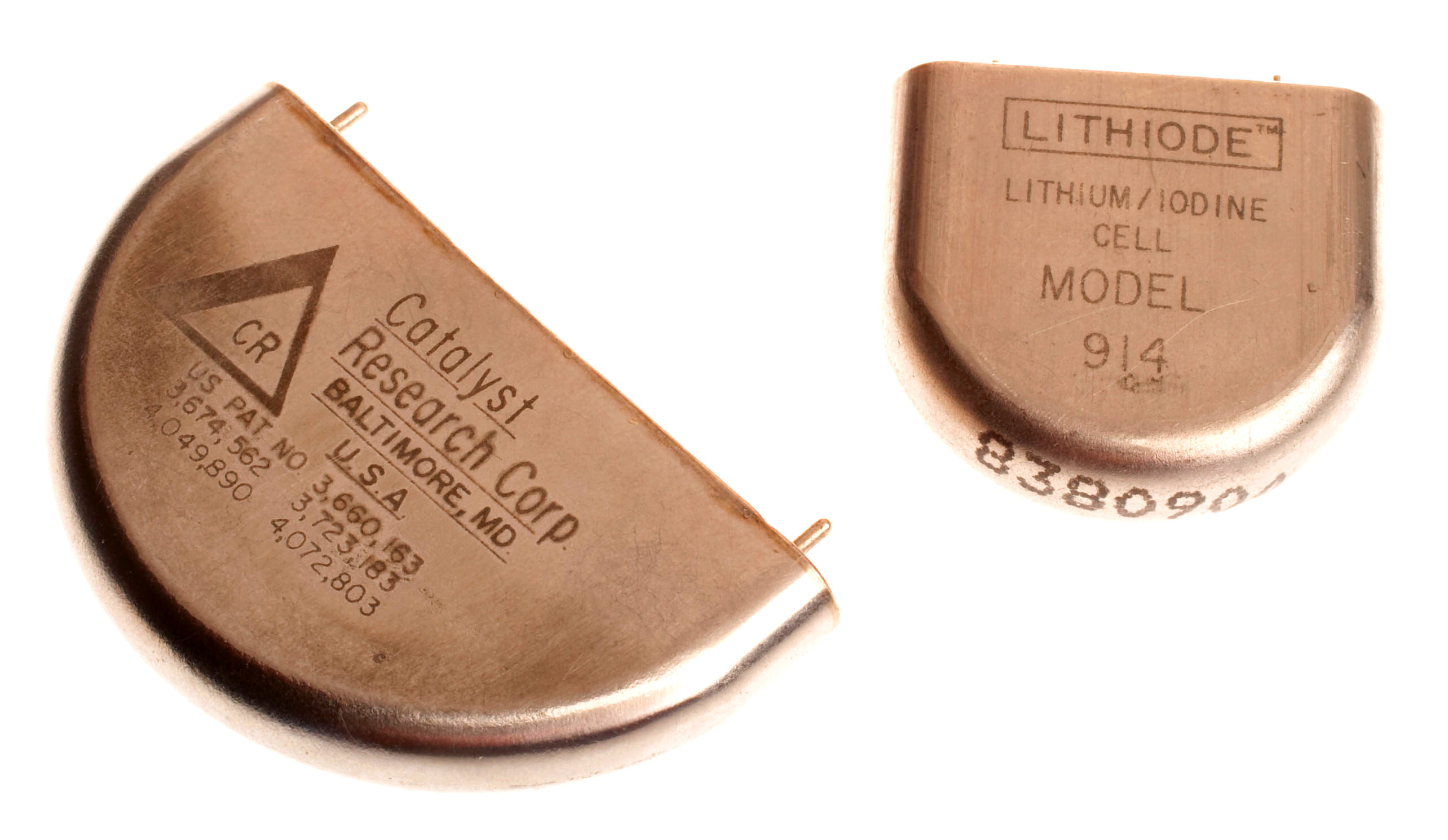
بطارية ليثيوم أيون تستخدمها وكالة المخابرات المركزية

في حين أن هذا ليس شائعًا  معروف،  طورت وكالة المخابرات المركزية الأمريكية وخلقت مفهوم عمر بطارية طويل الأمد وموثوق به باستخدام بطارية ليثيوم أيون. كان سبب الاهتمام بهذا التطور التقني هو إطالة عمر البطارية للعديد من معدات المراقبة المستخدمة في الميدان. بمجرد أن أتقن المطورون داخل مديرية العلوم والتكنولوجيا التركيب الكيميائي في منتصف الستينيات، تم رفع السرية عن ذلك للسماح باستخدامه في القطاع الخاص.

### إيرث فيوور
أنظمة المراقبة هي في صميم مديرية العلوم والتكنولوجيا في وكالة المخابرات المركزية. بدون التطورات العديدة التي تم تحقيقها من خلال إيرث فيوور (EarthViewer)، والتي تم تقديمها من قبل شركة رأس المال الاستثماري الخاصة بوكالة المخابرات المركزية، In-Q-Tel، سيكون غوغل إيرث بمثابة صدفة لما كان عليه عندما تم طرحه لأول مرة. زودت إمكانيات تصوير «إيرث فيوور» الحكومة الأمريكية بمعلومات ذكية حول القوات العراقية وتحركاتها بشكل عام. مكّن نظام التصوير ثلاثي الأبعاد عملاء وكالة المخابرات المركزية من الحصول على بيانات ذكية عن هذه المرئيات قبل الذهاب إلى منطقة جديدة. سمحت التفاصيل التي قدمتها هذه الصور للعاملين في الميدان بالحصول على معلومات تنسيق دقيقة وقيمة بشكل لا يصدق.
سرعان ما تم البحث عن استخدام «إيرث فيوور» الأساسي في الشرق الأوسط للاستطلاع في العديد من المنافذ الإخبارية التي حاولت الحصول على معلومات في المنطقة. مع كل هذا الاهتمام الجديد، أثارت غوغل اهتمامًا واشترت البرنامج في عام 2004 وطورته إلى غوغل إيرث.

### برامج أخرى
في عام 1967، حاولت عملية "أكوستيك كيتي" التابعة لمديرية العلوم والتكنولوجيا تدريب قطة تم تغييرها جراحيًا، موصولة بأسلاك بأجهزة إرسال وتحكم، لتصبح منصة متنقلة للتنصت.
في عام 1975، مولت مديرية العلوم والتكنولوجيا تجارب المشاهدة عن بُعد في معهد ستانفورد للأبحاث، حيث طُلب من المشاهدين عن بُعد تحديد تفاصيل حول الأهداف في الاتحاد السوفيتي. لم يتم الحكم على أنه نجاح.

## روابط خارجية
- مديرية العلوم والتكنولوجيا (DS&T)